# Добричко македоно-одринско дружество
Добричкото македоно-одринско дружество е местно дружество на Македоно-одринската организация, в град Добрич, Княжество България.

## История
На Първия македонски конгрес, провел се в София на 19 – 28 март 1895 година, е основана Македонската организация, която бързо започва да образува клонове в цялата страна. Дружеството в Добрич е основано на 2 април 1895 година под името „Единство“ и има 27 членове. Председател на дружеството е Д. Попов, а членове на ръководството К. Апостолов от Струга, Ат. Трендафилов от Охрид, Д. Найденов, също от Охрид и добричлията В. Христов. Към септември 1895 година дружеството вече има 47 членове, като повече от половината са македонски българи.
Дружеството участва активно в дейността на Организацията. На Втория конгрес от 3 до 16 декември 1895 година делегат е Коста Арсениев, на Третия конгрес от 3 до 11 ноември 1896 година делегат е Д. Попов, на Петия конгрес от 26 до 29 юли 1898 година делегат е А. Овчаров, на Шестия конгрес от 1 до 5 май 1899 година делегат е Симеон Синивирски, на Седмия конгрес от 30 юли до 5 август 1900 година делегат е Георги Иконописов, и на Осмия конгрес от 4 до 7 април 1901 година делегат е Стефан Попов.